# Impianto Hi-Fi

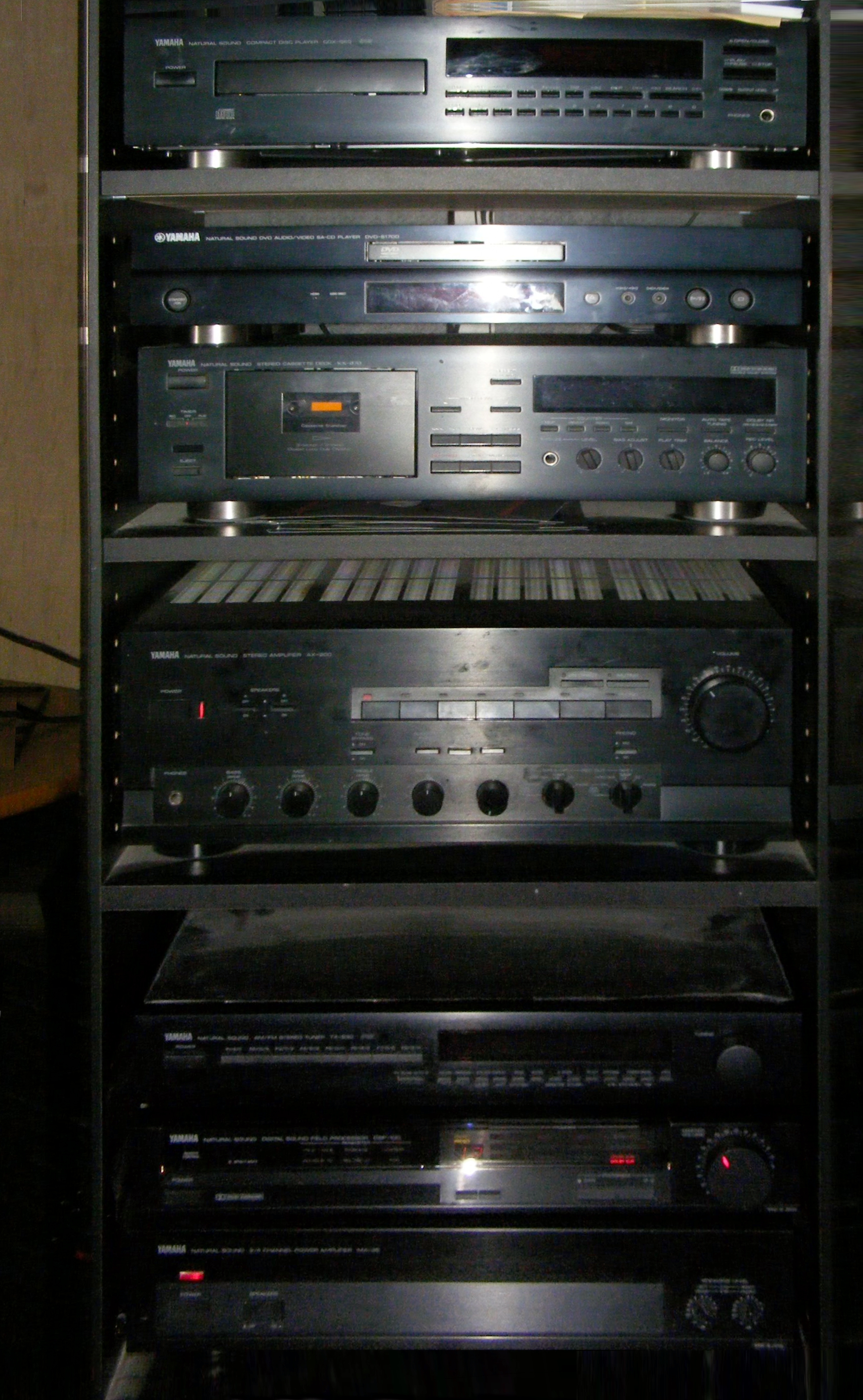
Impianto Hi-Fi della Yamaha

Per impianto Hi-Fi (o sistema Hi-Fi, anche impianto stereo) si intende l'insieme dei componenti necessari per la riproduzione della musica in alta fedeltà. L'impianto è generalmente composto dai diffusori acustici (anche conosciuti come "casse acustiche" e relativi cavi di potenza), dagli amplificatori di potenza, e dalle sorgenti di segnale (e relativi cavi di segnale). Le sorgenti disponibili sono varie, la radio, il disco in vinile, il nastro magnetico, il CD Audio con le sue varie versioni, ed ultimamente anche la cosiddetta musica liquida.

## Componenti
- Riproduttore di CD audio
- Giradischi
- Mangiacassette
- Sintonizzatore radio
- Convertitore digitale-analogico
- Computer (come sorgente)
- Lettore streaming
- Amplificatore integrato
- Cavi audio
- Diffusori acustici

I più moderni impianti Hi-Fi di fascia economica possono avere una porta USB e/o un lettore di schede di memoria per la riproduzione di MP3 e possono avere anche un "dock" per il collegamento di un lettore multimediale Apple (ovvero l'iPod e gli iPhone). Negli Hi-Fi a componenti separati questa funzionalità è spesso integrata nel lettore CD.

## Tipologie
Gli impianti Hi-Fi si distinguono in due categorie:
- Componenti separati
- Mini Hi-Fi e Micro Hi-Fi

### Componenti separati
È la tipologia di impianto che offre le prestazioni migliori. In questi sistemi ogni supporto, come i file audio, viene riprodotto da un dispositivo dedicato a quella funzione. Inoltre, può essere implementata anche una sezione video dalle massime prestazioni (nei sistemi Hi-end è l'unica adottata). I vari dispositivi vengono collegati tra loro tramite cavi sbilanciati terminati con connettore RCA oppure tramite cavi bilanciati terminati con connettori XLR. Il cuore dell'impianto è costituito da un dispositivo chiamato amplificatore stereo integrato, oppure da un dispositivo simile separato in due parti (o telai) , il preamplificatore e il finale di potenza.
Ultimamente, nella fascia bassa del mercato, alcune aziende produttrici di Hi-Fi stanno mettendo sul mercato dei lettori che svolgono più funzioni contemporaneamente. Tra questi si citano:
- Il Teac AD-800 che svolge sia la funzione di mangiacassette e di lettore CD.
- Il Kenwood R-K1000 che è un amplificatore integrato con un sintonizzatore radio.

Alcuni modelli di Hi-Fi a componenti separati sono stati venduti sotto forma di kit, tra questi si cita il sistema Midi della Kenwood, chiamato ufficialmente "perla nera", ora fuori produzione.

### Mini Hi-Fi e Micro Hi-Fi
I mini Hi-Fi e i Micro Hi-Fi sono degli impianti dove tutti i lettori sono integrati nello stesso dispositivo. Generalmente vengono venduti anche con i diffusori.
Questi impianti hanno un costo minore rispetto a quelli a componenti separati però hanno una inferiore flessibilità
- In caso di rottura di un solo lettore si deve sostituire l'intero impianto, invece in quelli a componenti separati si sostituisce solo il componente rotto.
- Bisogna essere vincolati alle scelte del produttore, invece in quelli a componenti separati l'utente può personalizzarlo come vuole.

### Docking station per iPod
Le docking station per iPod sono dei micro Hi-Fi progettati per l'ascolto della musica attraverso l'iPod. Si parla di docking station quando l'unica sorgente disponibile è l'iPod (possono avere al massimo il sintonizzatore radio), altrimenti si parla di micro o mini Hi-Fi.

## Il declino dei componenti separati
Nell'elettronica di consumo, a causa dell'avvento degli MP3 e dal successo dei micro Hi-Fi (forse dovuto al suo prezzo inferiore ad un impianto a componenti separati) le vendite dei componenti separati sono calate, e molte aziende stanno ritirando dal mercato molti componenti separati. A titolo di esempio la Kenwood ha in catalogo un solo amplificatore integrato, il R-K1000 e un solo lettore CD, il DF-K1000, oggi venduti insieme nel kit K-1000.

## Suono avvolgente (surround)
Il suono avvolgente o surround viene attuato tramite audio multicanale quindi salvato in un formato che riesca a supportare tali canali, audio che deve essere correttamente gestito dall'impianto Hi-Fi che deve essere abbinato ad un corretto impianto di diffusori audio, quindi con numero e disposizione atta a riprodurre come previsto l'audio registrato.